# Roman Polanski: Wanted and Desired
Pour plus de détails, voir Fiche technique et Distribution.
Roman Polanski: Wanted and Desired est un film documentaire américano-britannique réalisé par Marina Zenovich et sorti en 2008.

## Synopsis
Ce documentaire revient sur une affaire judiciaire de 1977 dans laquelle Roman Polanski a été condamné pour abus sexuel sur mineure.

## Fiche technique
- Titre original : Roman Polanski: Wanted and Desired
- Réalisation : Marina Zenovich
- Scénario : Marina Zenovich, Joe Bini, P.G. Morgan
- Montage : Joe Bini
- Production : Jeffrey Levy-Hinte, Lila Yacoub, Marina Zenovich, P.G. Morgan, Michelle Sullivan

Producteur exécutif : Steven Soderbergh
- Sociétés de production : Antidote Films, BBC, Graceful Pictures
- Distribution : THINKFilm, HBO
- Pays d'origine : États-Unis, Royaume-Uni
- Langues originales : anglais, français
- Format : Couleurs
- Genre : documentaire
- Durée : 99 minutes
- Date de sortie : 2008

## Distribution

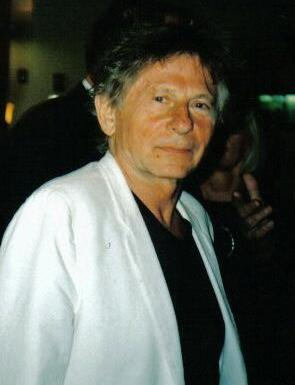
Roman Polanski, en 2007.

- Pedro Almodóvar
- Pierre-André Boutang
- Nicolas Cage
- Michael Caine
- John Cassavetes
- Dick Cavett
- Joan Collins
- Stephen Daldry
- Catherine Deneuve
- Faye Dunaway
- Mia Farrow
- Harrison Ford
- Gene Gutowski
- Hugh M. Hefner
- Mick Jagger
- Clive James
- Ken Jones (en)
- Rob Marshall
- Jack Nicholson
- Roman Polanski
- Emmanuelle Seigner
- Terence Stamp
- Meryl Streep
- Sharon Tate
- Mike Wallace
- Leonor Watling
- David Wells

## Accueil critique
Variety évoque un « dense portrait psychologique », Time s'abstient de commentaire tandis que Newsweek parle d'un film « habile et subtil ».

## Distinctions
- 2008 : Prix du meilleur montage au Festival du film de Sundance ;
- 2009 : Emmy du meilleur réalisateur pour un documentaire ;
- 2009 : Emmy du meilleur scénario pour un documentaire.